# Kirigalpotta
Kirigalpotta – druga pod względem wysokości góra Sri Lanki. Znajduje się w Prowincji Środkowej, w dystrykcie Nuwara Elija nieopodal miasta Nuwara Elija. Najwyższa wysokość bezwzględna to 2388 m n.p.m. Jest to najwyższy szczyt kraju dostępny dla turystów, ponieważ Pidurutalagala jest obszarem zmilitaryzowanym.

## Turystyka
Na szczyt prowadzi szlak turystyczny wychodzący z Parku Narodowego Hortan Tenna o długości około 6 km. Droga wiedzie przez doliny, potoki, leśnymi ścieżkami wśród wzgórz zamieszkanych przez lamparty. Już spod wierzchołka roztacza się widok na całą okolicę. Końcowy odcinek miejscami przepaścisty. Najlepiej zwiedzać od lutego do września w porze suchej. Monsun przynosi obfite deszcze i silne wiatry w górach.